# Sous la lampe rouge
Sous la lampe rouge est un recueil de nouvelles écrites par Arthur Conan Doyle, liées à la vie médicale de la fin du XIXe siècle. La lampe rouge était l'enseigne des médecins généralistes en Angleterre.

## Nouvelles du recueil
- En retard sur son temps (Behind the Times)
- Sa première opération (His First Operation)
- Un traînard de 1815 (A Straggler of '15)
- La Troisième Génération (The Third Generation)
- Un Faux Départ (A False Start)
- La Malédiction d'Ève (The Curse of Eve)
- Deux amoureux (Sweethearts)
- L'Épouse du physiologiste (A Physiologist's Wife)
- L'Histoire de Lady Sannox (The Case of Lady Sannox)
- Une question de diplomatie (A Question of Diplomacy)
- Un document médical (A Medical Document)
- Le Lot 249 (Lot No. 249)
- Le Fiasco de Los Amigos (The Los Amigos Fiasco)
- Les Docteurs de Hoyland (The Doctors of Hoyland)
- Propos d'un chirurgien (The Surgeon Talks)